# Lightsum
Lightsum (tiếng Hàn: 라잇썸; Romaja: Raitsseom; McCune–Reischauer: Raitssŏm, thường được cách điệu là LIGHTSUM) là một nhóm nhạc nữ Hàn Quốc được thành lập bởi Cube Entertainment gồm 6 thành viên: Sangah, Chowon, Nayoung, Hina, Juhyeon và Yujeong. Huiyeon và Jian đã rời nhóm vào tháng 10 năm 2022. Nhóm đã ra mắt vào ngày 10 tháng 6 năm 2021 với việc phát hành album đơn đầu tay Vanilla.

## Ý nghĩa tên gọi
Tên nhóm là sự kết hợp của hai từ "light" và "sum", mang ý nghĩa rằng "những vật sáng nhỏ hợp lại với nhau để thắp sáng thế giới, mang lại năng lượng tích cực lớn thông qua thông điệp về hy vọng".

## Lịch sử

### 2017–2020: Các hoạt động trước khi ra mắt
Juhyeon đã tham gia The Unit: Idol Rebooting Project vào năm 2017–2018 và xếp thứ thứ 25. Ngoài ra, Chowon, Nayoung và Yujeong cũng từng tham gia Produce 48 vào năm 2018 và lần lượt xếp thứ 6, 21 và 51. Thành viên Chowon đã không thể ra mắt cùng với nhóm nhạc chiến thắng IZ*ONE do gian lận phiếu bầu. Juhyeon sau đó đã tham gia chương trình Dancing High vào năm 2018, nhưng không vượt qua được vòng đánh giá.
Chowon được chọn đóng trong phim Bully Bad Guys và The Dominator 3: Junior Bullies vào năm 2020.

### 2021: Giới thiệu và ra mắt vớiVanilla
Vào ngày 15 tháng 4, Cube Entertainment thông báo rằng họ sẽ ra mắt một nhóm nhạc nữ mới sau màn ra mắt của (G)I-dle vào năm 2018. Các thành viên được tiết lộ lần lượt theo cặp từ ngày 19 đến ngày 22 tháng 4 (theo thứ tự: Juhyeon, Sangah, Chowon, Jian, Nayoung, Huiyeon, Hina và Yujeong). Sau đó, một đoạn video với tất cả tám thành viên đã được tiết lộ vào ngày 23 tháng 4 năm 2021. Vào ngày 27 tháng 5, công ty quản lí chính thức xác nhận nhóm sẽ phát hành album đĩa đơn đầu tay Vanilla vào ngày 10 tháng 6.
Nhóm đạt được những thành công nhất định với single Vanilla, trở thành nhóm nhạc nữ ra mắt trong năm 2021 bán chạy nhất với 41,143 bản được bán ra.
Vào ngày 23 tháng 9, Cube Entertainment xác nhận Lightsum sẽ phát hành đĩa đơn thứ hai mang tên "Light a Wish" với ca khúc chủ đề "Vivace" vào ngày 13 tháng 10.

### 2022: Into The Light, Huiyeon và Jian rời nhóm
Ngày 25 tháng 5 năm 2022, Lightsum phát hành đĩa đơn mang tên "Into the light" với ca khúc chủ đề "ALIVE". Bài hát mang đậm chất mùa hè, sảng khoái và năng động. Ngày 25 tháng 10 năm 2022, Cube Entertaiment thông báo hai thành viên Huiyeon và Jian sẽ rời nhóm, nhóm sẽ chính thức hoạt động với đội hình 6 thành viên bao gồm Sangah, Chowon, Nayoung, Hina, Juhyeon và Yujeong.

## Thành viên
In đậm là nhóm trưởng
| Nghệ danh           | Nghệ danh | Nghệ danh  | Tên khai sinh | Tên khai sinh | Tên khai sinh    | Tên khai sinh | Tên khai sinh        | Vai trò                                | Ngày sinh         | Nơi sinh                                | Quốc tịch |
| Latinh              | Hangul    | Kana       | Latinh        | Hangul        | Kana             | Hanja         | Hán-Việt             | Vai trò                                | Ngày sinh         | Nơi sinh                                | Quốc tịch |
| Thành viên hiện tại |           |            |               |               |                  |               |                      |                                        |                   |                                         |           |
| Sangah              | 상아      | サンア     | Yoon Sangah   | 윤상아        | ユン・サンア     | 尹相雅        | Doãn Tương Nhã       | Main Rapper, Lead Dancer, Sub Vocalist | 4 tháng 9, 2002   | Incheon, Hàn Quốc                       | Hàn Quốc  |
| Chowon              | 초원      | チョウォン | Han Chowon    | 한초원        | ハン・チョウォン | 韓霄瑗        | Hàn Tiêu Viện        | Main Vocalist                          | 16 tháng 9, 2002  | Jeonju, Jeolla Bắc, Hàn Quốc            | Hàn Quốc  |
| Nayoung             | 나영      | ナヨン     | Kim Nayoung   | 김나영        | キム・ナヨン     | 金娜英        | Kim Na Anh           | Main Vocalist, Lead Dancer             | 30 tháng 11, 2002 | Chuncheon, Gangwon-do, Hàn Quốc         | Hàn Quốc  |
| Hina                | 히나      | ヒナ       | Nagai Hina    | 나가이 히나   | ながい ひな      | 永井 陽菜     | Vĩnh Tỉnh Dương Thái | Sub Vocalist                           | 7 tháng 4, 2003   | Tokyo, Nhật Bản                         | Nhật Bản  |
| Juhyeon             | 주현      | ジュヒョン | Lee Juhyeon   | 이주현        | イ・ジュヒョン   | 李珠贤        | Lý Châu Hiền         | Main Dancer, Lead Vocalist             | 8 tháng 4, 2004   | Seoul, Hàn Quốc                         | Hàn Quốc  |
| Yujeong             | 유정      | ユジョン   | Lee Yujeong   | 이유정        | イ・ユジョン     | 李宥姃        | Lý Hựu Chinh         | Sub Vocalist                           | 14 tháng 6, 2004  | Gwanak-gu, Seoul, Hàn Quốc              | Hàn Quốc  |
| Cựu thành viên      |           |            |               |               |                  |               |                      |                                        |                   |                                         |           |
| Huiyeon             | 휘연      | フィヨン   | Oh Huiyeon    | 오휘연        | オ・フィヨン     | 吳徽姸        | Ngô Huy Nghiên       | Sub Vocalist                           | 1 tháng 8, 2005   | Seoul, Hàn Quốc                         | Hàn Quốc  |
| Jian                | 지안      | ジアン     | Kim Jian      | 김지안        | キム・ジアン     | 金池按        | Kim Trì Án           | Lead Rapper, Sub Vocalist              | 4 tháng 11, 2006  | Jamsil-dong, Songpa-gu, Seoul, Hàn Quốc | Hàn Quốc  |

## Danh sách đĩa nhạc

### Single Album
| Tên                                                                                     | Chi tiết | Xếp hạng | Doanh số    |
| Tên                                                                                     | Chi tiết | KOR      | Doanh số    |
| --------------------------------------------------------------------------------------- | --- | -------- | ----------- |
| Vanilla                                                                                 | - Phát hành: 10 tháng 6, 2021 - Nhãn đĩa: Cube Entertainment - Định dạng: CD, tải xuống kỹ thuật số, phát trực tuyến Danh sách bài hát 1. Vanilla                        | 28       | KOR: 41,143 |
| Light a Wish                                                                            | - Phát hành: 13 tháng 10, 2021 - Nhãn đĩa: Cube Entertainment - Định dạng: CD, tải xuống kỹ thuật số, phát trực tuyến Danh sách bài hát 1. VIVACE 2. You, jam 3. Popcorn | CTB      | CTB         |
| "-" biểu thị bản ghi không có bảng xếp hạng hoặc không được phát hành trong lãnh thổ đó | |          |             |